# City of Lies
City of Lies ist ein Kriminalfilm von Brad Furman, der am 19. März 2021 in ausgewählte US-Kinos kam. In der Filmbiografie, die auf einem Tatsachenroman von Randall Sullivan basiert, werden die Morde an Tupac Shakur und seinem Rap-Kollegen The Notorious B.I.G. in den 1990er Jahren untersucht.

## Handlung
Im Jahr 1996 wird erst die Rap-Legende Tupac Shakur erschossen, wenige Monate später sein Kollege und Konkurrent The Notorious B.I.G. Der zuständige Ermittler Russell Poole konnte damals keinen der Fälle aufklären, doch Jahre später hat er den Fall noch immer nicht vergessen können. Eines Tages bekommt Poole bei seiner andauernden Suche unverhoffte Unterstützung von dem Journalisten Jack Jackson. Gemeinsam versuchen sie die Morde aufzuklären.

## Hintergrund

Am 21. Mai 2018 wurde der erste Trailer zu City of Lies veröffentlicht, was gleichzeitig der 46. Geburtstag von The Notorious B.I.G. gewesen wäre

In den 1990er Jahren wurden binnen weniger Monate sowohl Tupac Shakur als auch sein Rap-Kollege The Notorious B.I.G. ermordet. In beiden Fällen konnten die Täter nie ermittelt werden. Am 7. September 1996 war Tupac niedergeschossen worden und erlag sechs Tage später seinen Verletzungen. Einige vermuteten, der Täter gehöre zum Umfeld von The Notorious B.I.G. Dieser wurde am 9. März 1997 nach dem Besuch der Soul Train Music Awards in Los Angeles zum Opfer eines Drive-by-Shootings.
Im Jahr 2002 veröffentlichte der Journalist Randall Sullivan einen Tatsachenroman mit dem Titel LAbyrinth: A Detective Investigates the Murders of Tupac Shakur and Notorious B.I.G., the Implication of Death Row Records’ Suge Knight, and the Origins of the Los Angeles Police Scandal, in dem er den beiden Morden nachgeht. Nach der Veröffentlichung des Buches löste es eine Kontroverse aus. Poole hatte darin sowohl Suge Knight, den Gründer von Death Row Records, wie auch die Polizei von Los Angeles eng mit den Morden in Verbindung gebracht. Bis heute sind diese Anschuldigungen weder nachgewiesen noch entkräftet.

## Produktion
Regie führte Brad Furman. Das Drehbuch, das auf Sullivans Tatsachenroman basiert, wurde von Christian Contreras geschrieben und landete 2015 auf Hollywoods Black List der besten noch unverfilmten Drehbücher.
Die Hauptrollen übernahmen Johnny Depp und Forest Whitaker, die Russell Poole und Jack Jackson spielen. Toby Huss ist in der Rolle von Detective Fred Miller zu sehen und Dayton Callie spielt Lieutenant O’Shea. Neil Brown Jr. ist in einer Nebenrolle als Rafael Perez zu sehen.
Die Dreharbeiten fanden in Los Angeles statt, so am Dedeaux Field, dem Baseball-Stadion der University of Southern California.
Am 21. Mai 2018 wurde der erste Trailer zu City of Lies veröffentlicht, was gleichzeitig Biggies 46. Geburtstag gewesen wäre. Dieser war mit dem Song You’re Nobody (Til Somebody Kills You) aus dem Album Life After Death des Künstlers unterlegt. Die Musik für den Film selbst komponierte der ebenfalls in New York geborene Filmkomponist Chris Hajian.
Der Film sollte ursprünglich am 7. September 2018 in die US-Kinos kommen, dem Jahrestag, an dem Tupac niedergeschossen wurde. Dort erhielt der Film von der MPAA ein R-Rating, was einer Freigabe ab 17 Jahren entspricht. Am 25. Oktober 2018 sollte der Film in den deutschen Kinos starten. Im August 2018 wurden sowohl der Start in den USA, aber auch in Deutschland aus unbekannten Gründen abgesagt. Am 19. März 2021 brachte Saban Films City of Lies in ausgewählte US-Kinos. Anfang September 2021 wurde City of Lies beim Festival des amerikanischen Films in Deauville gezeigt.

## Kritik
„Der Neo-Noir-Film führt die Protagonisten an ihre physische wie psychische Belastbarkeitsgrenze und stellt ihre moralische Integrität auf die Probe. Trotz dramaturgischer Unzulänglichkeiten durch die Vielzahl an Fällen gelingt ein spannender, gesellschaftlich eindringlicher Thriller.“